# Rudolf Kattnigg
Rudolf Kattnigg, né le 9 avril 1895 à Treffen en Carinthie et décédé le 2 septembre 1955 à Klagenfurt est un compositeur, pianiste et chef d'orchestre autrichien.

## Biographie
Fils de médecin, Rudolf Kattnigg étudie la composition avec Joseph Marx à l'Académie de musique et des arts du spectacle de Vienne. Au début des années 1920, à la fin de ses études musicales, il est nommé professeur dans cette académie. En 1928, il accepte le poste de directeur du Conservatoire d'Innsbruck et est, en même temps, chef d'orchestre de l'orchestre symphonique local. Il est engagé également à Vienne et Zurich. En 1934, il quitte Innsbruck. Il rejoint la Chambre de la musique du Reich. Il exerce la fonction de pianiste à la Reichs-Rundfunk-Gesellschaft. Plusieurs de ses opérettes sont créées en Allemagne.
Kattnigg entre au Parti nazi, le NSDAP, en 1938. Sa demande date du 26 juillet 1938 mais elle est antidatée à 1933. Il reçoit ainsi le numéro de membre 1 620 971. Depuis l'annexion de l'Autriche en 1938, il vit d'abord à Villach puis déménage à Vienne en 1939. Il est nommé chef d'orchestre de l'Opéra d'État de Vienne et de l'Orchestre symphonique de Vienne. En 1941, il écrit la musique pour le film Der Meineidbauer de Leopold Hainisch d'après l’œuvre de Ludwig Anzengruber. En 1942, il obtient un contrat du gouvernement pour la composition de l'opéra Miranda.
Ses compositions comprennent des opérettes, des ballets, des symphonies, des chansons, des œuvres orchestrales et chorales, ainsi que la musique de film. La caractéristique principale de ses compositions est l'instrumentation et le traitement des mélodies, des chansons et des airs populaires de son pays natal. Il est également l'auteur d'un arrangement de l’opérette de Carl Zeller Die Rose vom Wörthersee.
Les villes de Villach et Klagenfurt ont chacun une rue qui porte son nom.

## Œuvres principales
Opérettes
- Der Prinz von Thule (1935)
- Balkanliebe (1936)
- Mädels vom Rhein
- Donna Miranda
- Kaiserin Katharina (1935)
- Bel Ami (1949)

Autres
- Danses slovènes
- Hab’ ich nur Deine Liebe (musique de film), 1953
- Concerto pour piano (1934)